# 伊索爾諾河
伊索爾諾河是歐洲的河流，流經意大利的皮埃蒙特大區和瑞士的提契諾州，流域面積104平方公里，最終在因特拉尼亞注入西梅萊佐河。
46°11′N 8°43′E / 46.183°N 8.717°E